# 萧学林
萧学林（1911年—1964年），男，江西永丰人，中华人民共和国军事人物，中国人民解放军开国少将。

## 生平
1955年，授予中国人民解放军少将。